# 聚酮
聚酮（英語：Polyketides）是一類由細菌、真菌、植物與動物所生產出來的次级代谢产物，這類物質對生物的發育生長而言非必要，但可用於防衛或細胞間的溝通。
聚酮是源自乙醯基（acetyl）與丙醯基（propionyl）的聚合。可能的作用有抗生素、抗真菌素、細胞穩定（cytostatic）或天然殺蟲劑等。具有商業價值。